# Mulj
Mulj je nataloženi nanos od finih glinenih i pješčanih čestica pomiješanih s organskim tvarima koji se skuplja na dnu vode stajaćice ili tekućice. 
Muljevita tla imaju svilenkastu finoću, slabo su propusna, ali zbog svoje fine strukture ne zadržavaju prevelike količine vode.